# Flagge Nicaraguas
Die Flagge Nicaraguas entspricht beinahe der ursprünglichen, 1823 von der Zentralamerikanischen Föderation geführten Flagge, welche wiederum auf der Flagge Argentiniens beruht. Die Flagge Nicaraguas wurde am 27. August 1971 in ihrer gegenwärtigen Form als blau-weiß-blaue Streifenflagge mit dem Staatswappen im Zentrum offiziell festgelegt.
Die Flagge der Zentralamerikanischen Föderation war neben Nicaragua somit Vorbild der Nationen Honduras, Costa Rica, Guatemala, und El Salvador. Sie hatte folgende Bedeutung:
- Der weiße Streifen symbolisiert die Verbindung zwischen Nord- und Südamerika
- Blau steht für den Pazifischen Ozean und das Karibische Meer, welche die Landbrücke umgeben.

## Historische Flaggen Nicaraguas

Wappen Nicaraguas vom
21. April 1854

Die Flaggengeschichte Nicaraguas begann am 21. August 1823 mit der Einführung der Flagge der Zentralamerikanischen Konföderation. Nach Verlassen des Staatenbundes am 30. April 1838 wurde die blau-weiß-blaue Flagge weitergeführt. Vermutlich wurde auch das Wappen der Konföderation weiterhin im Zentrum gezeigt. Es gibt Quellen, die von einem eigenen nicaraguanischen – ähnlich dem im Jahre 1854 angenommenen – berichten, das anstelle des Unionswappens verwendet worden sei.
Die Folgejahre in Nicaragua waren geprägt durch ständige revolutionäre Unruhen, die praktisch bis zum Ende des 19. Jahrhunderts anhielten. Dies machte sich auch im Gebrauch bzw. Nichtgebrauch von Nationalflaggen bemerkbar. Um das Jahr 1852 soll eine weiß-gelb-rote Flagge mit einem einzelnen grünen Vulkan im Zentrum verwendet worden sein. Diese war möglicherweise "Vorbote" für eine radikale Flaggenänderung, die am 21. April 1854  stattfand. Der konservative Flügel wählte als neue Variante eine gelb-weiß-perlmuttfarbene Flagge von der auch eine besondere Version als Handelsflagge Verwendung fand. Im Jahr 1858 kehrte man jedoch zeitweise unter der Präsidentschaft von Tomás Martínez Guerrero offiziell zur traditionellen blau-weiß-blauen Flagge zurück.
Andere politische Lager zeigten jedoch weiterhin gelb-weiß-perlmuttfarben und ab 1873 war diese auch wiederum die meist verwendete Nationalflagge. In den Jahren 1889 bis 1893 soll eine weitere Änderung des Designs stattgefunden haben, bei der ein roter Streifen wie in der Flagge Costa Ricas zu den blauen und weißen Streifen hinzugefügt wurde. Ob diese Flagge wirklich als Nationalflagge verwendet wurde, ist unklar. Im Jahr 1893 kehrte man während einer Revolte zu blau-weiß-blau zurück. Diese Flagge bildete auch die Grundlage für die im Jahre 1896 gehisste Version der Flagge der "Zentralamerikanischen Großrepublik" (Republica Mayor de Centro América), – später als "Vereinigte Staaten von Zentralamerika" (Estados Unidos de Centro América) – bezeichnet. Zwischen dem 1. November 1898 und dem 30. November 1898 zeigte man eine neue Variante, die trotz der nur drei Mitgliedstaaten Nicaragua, El Salvador und Honduras fünf Sterne bzw. Vulkane abbildete, die in Erinnerung an die Zentralamerikanische Konföderation von 1823 mit den zusätzlichen Mitgliedern Guatemala und Costa Rica beibehalten wurden. Nach Auflösung auch dieses Staatenbundes wurde anschließend wohl die Flagge von 1896 benutzt, bis schließlich am 4. September 1908 endgültig die blau-weiß-blaue Flagge als Nationalflagge Nicaraguas bestimmt wurde. Die exakte Farbgebung und das Seitenverhältnis wurden 1971, gemeinsam mit der Nationalhymne Salve a ti, Nicaragua, festgelegt.

21. Aug 1823 – 22. Nov 1824
22. Nov 1824 – 21. Apr 1854
In Gebrauch um 1852 ?
21. Apr 1854 – ca. 1858 (Nationalflagge)
21. Apr 1854 – ca. 1858 (Handelsflagge)
ca. 1858 – ca. 1873 (ob mit Wappen ?)
ca. 1873 – ca. 1889
1889 – 1893 (?)
1893 – 1896
1896 – 1. Nov 1898
1. Nov 1898 – 30. Nov 1898
1. Dez 1898 – 4. Sep 1908
4. Sep 1908 – 27. Aug 1971